# Велика Олександрівка
Вели́ка Олекса́ндрівка (до 1803 року — Новоолександрівка) — селище в Україні, центр Великоолександрівської селищної громади Бериславського району Херсонської області. Розташована на лівому березі Інгульця, за 138 км від обласного центру. Відстань до найближчої залізничної станції Біла Криниця на лінії Снігурівка — Апостолове — 9 кілометрів.

## Історія

### Період до Нашої Ери
Про перебування людей на території Великої Олександрівки в старі часи свідчать знахідки кам'яної сокири епохи бронзи (ІІ тисячоліття до н.е.).

### Заснування. XVIII ст.
Населений пункт заснований у 1784 році вихідцями з Полтавщини і Чернігівщини. Спочатку його було названо Новоолександрівкою. 1803 року з Чернігівської і Київської губерній сюди прибули нові поселенці, які заснували трохи нижче за течією Інгульця нове поселення, яке дістало назву Мала Олександрівка, а попередня Нова Олександрівка була перейменована у Велику Олександрівку. Про історію району розповідають документи та експозиції районного народного історико-краєзнавчого музею, який відкритий у райцентрі 8 травня 1980 року.

### Волосний центр. XIX—початок XX ст.
У 1860 році Велика Олександрівка була віднесена до розряду містечок і стала центром Олександрівської волості Херсонського повіту.
Станом на 1886 рік у містечку мешкало 3300 осіб, налічувалось 629 дворів, православна церква, єврейський молитовний будинок, школа, 11 лавок, відбувалося 6 ярмарків на рік та базари щонеділі.
Чисельність населення щороку збільшувалася. Тяжке і безправне становище було у простого трударя селянина, який в основному займався землеробством, оскільки промисловості не було. В той час в містечку відкривалися дрібні підприємства, в основному майстерні. У 1901 році вже діяли 2 бондарні, 4 майстерні бляшаних виробів, 9 з виготовлення возів і саней, 12 швейних майстерень. Тричі на рік проводились ярмарки.
Пригноблений люд Великоолександрівщини виступав проти панського гніту, бо більшість земель зосереджувалися в руках багатіїв.
У 1906—1907 роках 1073 господарства володіли 11732 десятинами надільної землі. Водночас великі площі землі у Великоолександрівській волості належали монастирю та поміщикам. Григоріє-Бізюковому монастирю належало 20719 десятин землі, а поміщикам Білоусовичам — 3202 десятини.
Великі площі мали поміщики Фрідріх Фальц-Фейн, Балашов, Бабенко та інші. Внаслідок нестачі, а іноді відсутності навіть примітивної техніки, тягла, добрив і покращеного насіння приводило до того, що бідняцькі та середняцькі господарства збирали мізерні врожаї. З 1912 року на всю волость працював один земський агроном.
Украй незадовільне було медичне обслуговування. Великоолександрівська лікувальна ділянка, відкрита в 1908 році, одна обслуговувала понад 70 населених пунктів з населенням понад 20 тисяч осіб. Лікарня на 10 ліжок відкрилася лише у 1910 році, де працювали лікар, два фельдшери та акушерка.
Зовсім не задовольняла потреби населення і шкільна освіта. В 1894 році в селищі працювала земська двокомплектна школа на 154 учні та дві церковнопарафіяльні школи на 123 учні, з них 38 дівчаток.

### Перші визвольні змагання
23 грудня 1918 року у Великій Олександрівці обласний селянський з'їзд підтримав Директорію і петлюрівський рух. У роботі з'їзду взяв участь військовий штаб Великої Олександрівки. Головував на з'їзді Соболєв.

### Міжвоєнний період
Після окупації України більшовиками у Великій Олександрівці почалась масова колективізація. Згодом, у 1921—1923 роках Великоолександрівка зазнала штучного голоду, який виник через так звану «продрозверстку». У 1925 році посівні площі, одержані врожаї досягли дореволюційного рівня.
Перед німецько-радянською війною шкільна мережа складалася з двох неповних середніх та двох початкових шкіл, яка пізніше розширилася завдяки новій середній школі. У школах загалом працювало 47 вчителів та навчалося 1199 учнів. Був споруджений будинок культури на 325 місць з кімнатами для роботи гуртків. Для юних великоолександрівців відкрився піонерський клуб, дитяча бібліотека.
Внаслідок Голодомору 1932—1933 років, організованого більшовиками, у Великій Олександрівці постраждало 445 осіб.
У Великій Олександрівці досі живуть четверо очевидців Голодомору 1932—1933 років: Чехутська Валентина Юхимівна, Остапенко Роман Семенович, Золотухіна Наталія Дмитрівна, Борисенко Аксюта Калинівна. У метричній книзі записів про смерть Великоолександрівського підвідділу РАЦС зазначені такі особи, що померли під час Голодомору:
- Біла Марія Федорівна;
- Остапенко Роман Семенович;
- Золотухіна Наталія Дмитрівна.

### Друга світова війна
До лав ЧА було мобілізовано близько 5 000 чоловіків. Не повернулися з війни понад 3500 осіб, їхні імена занесені в списки II тому Херсонської обласної Книги Пам'яті. 458 юнаків та дівчат було вивезено на примусові роботи до Німеччини. На честь загиблих в усіх центральних населених пунктах та в райцентрі споруджені обеліски Слави, встановлені пам'ятники.

### Незалежна Україна
12 червня 2020 року, відповідно до Розпорядження Кабінету Міністрів України від № 726-р «Про визначення адміністративних центрів та затвердження територій територіальних громад Херсонської області», увійшло до складу Великоолександрівської селищної громади.
19 липня 2020 року, в результаті адміністративно-територіальної реформи та ліквідації  Великоолександрівського району увійшло до складу Бериславського району.

### Російська окупація
10 березня 2022 року смт Велика Олександрівка та села Великоолександрівської ОТГ окуповано російськими військами. 4 жовтня 2022 селище звільнено Збройними силами України в ході контрнаступу в Херсонській області.

## Населення

### Мова
Розподіл населення за рідною мовою за даними перепису 2001 року:
| Мова            | Кількість | Відсоток |
| --------------- | --------- | -------- |
| українська      | 7139      | 94.68%   |
| російська       | 339       | 4.50%    |
| румунська       | 14        | 0.19%    |
| циганська       | 13        | 0.17%    |
| вірменська      | 12        | 0.16%    |
| білоруська      | 11        | 0.15%    |
| польська        | 2         | 0.03%    |
| болгарська      | 1         | 0.01%    |
| гагаузька       | 1         | 0.01%    |
| угорська        | 1         | 0.01%    |
| єврейська       | 1         | 0.01%    |
| інші/не вказали | 6         | 0.08%    |
| Усього          | 7540      | 100%     |

## Екологія
Територію району віднесено до зони особливо небезпечного забруднення атмосфери, а тому господарства перебувають у зоні ризикового землеробства.

## Історичні пам'ятки
Із пам'яток архітектури, які охороняються державою — будова і гребля Великоолександрівської ГЕС на річці Інгулець — одна із перших в Україні, побудована у 1928 році за планом ГОЕЛРО. На полях району багато курганів — ровесників єгипетських пірамід.

## Відомі люди
- Гаіцький Олександр Володимирович — старший солдат Збройних сил України, учасник російсько-української війни.
- Майоров Микола Кирилович — поет та письменник-гуморист.
- Савченко Катерина Миколаївна — поетеса, журналіст.
- Децик Олександр Сергійович — директор інформагентства «Укрінформ» (2011—2014)
- Анастасьєв Анатолій Миколайович — журналіст, поет, письменник, активіст.
- Верхогляд Дарина Сергіївна — українська спортсменка, академічна веслувальниця, Заслужений Майстер Спорту, призерка чемпіонатів Європи, чемпіонка і призерка Універсіад, багаторазова чемпіонка України.
- Пашнюк-Пашнев Євген Сергійович (1983—2022) — головний сержант Збройних сил України, учасник російсько-української війни.
- Прокопевнюк Ілона Миколаївна — українська борчиня вільного стилю, бронзова призерка чемпіонатів світу та Європи. Чемпіонка Європи серед молоді 2018, 2019 років, триразова призерка чемпіонатів світу серед молоді.